# Trai Byers

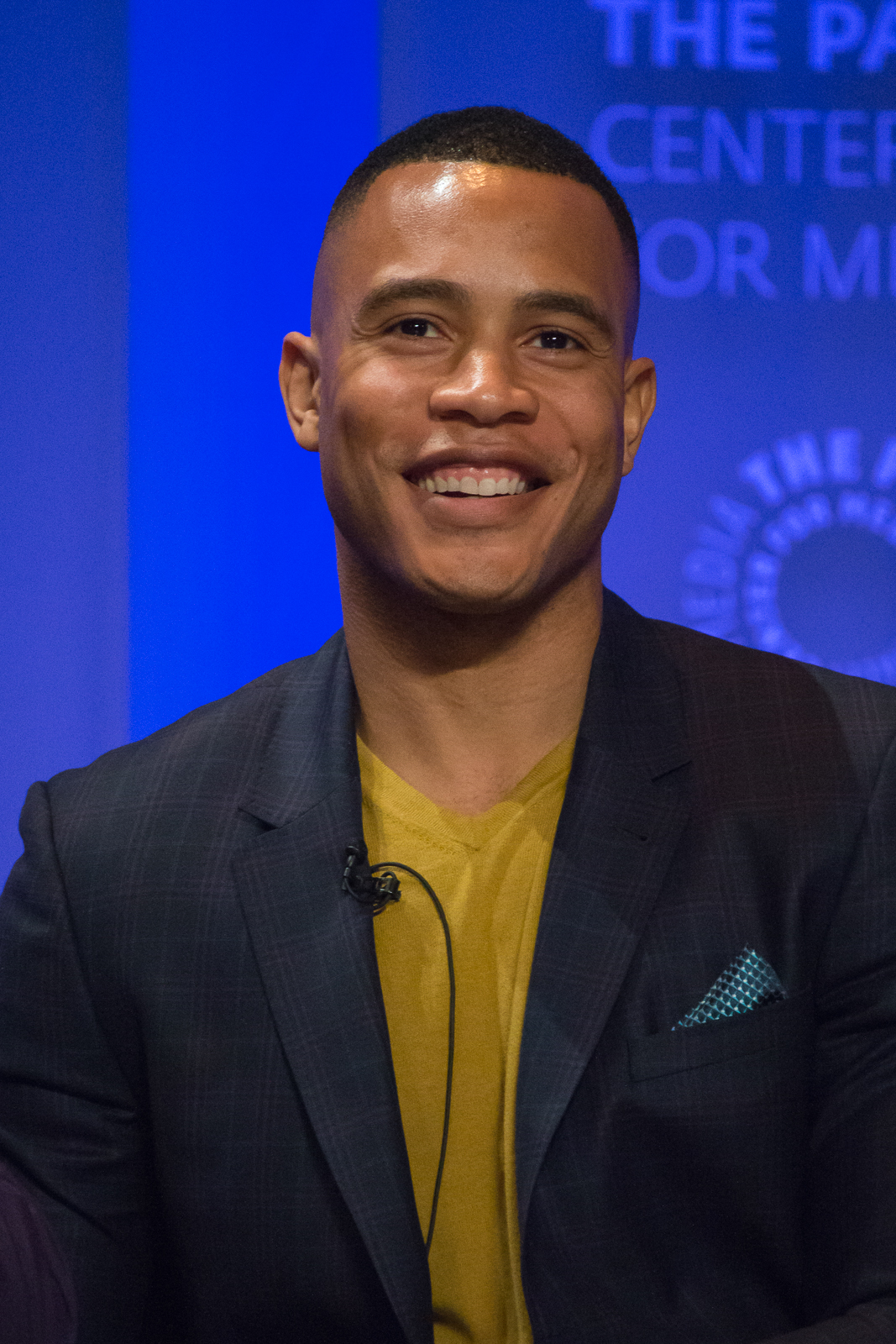
Trai Byers (2016)

Trai Byers (* 19. Juli 1983 in Kansas City, Kansas) ist ein US-amerikanischer Schauspieler. Bekannt wurde er durch seine Rolle als Andre Lyon in der Fernsehserie Empire.

## Leben
Byers besuchte eine High School in Kansas City. Er studierte danach an der University of Kansas und erhielt seinen Master of Fine Arts (MFA) an der Yale School of Drama. 2011 gab Byers sein Fernsehdebüt in der US-amerikanischen Seifenoper All My Children und war im Jahr darauf in der Teen-Soap 90210. Seit 2015 spielt er die Rolle des Andre Lyon in Empire. Am Set lernte er seine Ehefrau Grace Gealey kennen.

## Filmografie
- 2009: Caesar and Otto’s Summer Camp Massacre
- 2011: All My Children (Fernsehserie, 11 Folgen)
- 2012: 90210 (Fernsehserie, 6 Folgen)
- 2013: Destination Planet Negro
- 2014: Jayhawkers
- 2014: Selma
- 2015: Americons
- 2015–2020: Empire (Fernsehserie)
- 2020: The 24th (auch Drehbuch und Produktion)